# Carex balfourii
Carex balfourii är en halvgräsart som beskrevs av Georg Kükenthal. Carex balfourii ingår i släktet starrar, och familjen halvgräs.
Artens utbredningsområde är Réunion. Inga underarter finns listade i Catalogue of Life.